# Talakmau
Talakmau (indonez. Gunung Talakmau) – wygasły wulkan na wyspie Sumatra w Indonezji w górach Barisan; najwyższy szczyt prowincji Sumatra Zachodnia.
Wysokość 2919 m n.p.m. Na jego stokach ma źródła rzeka Rokan.
Nie odnotowano żadnych erupcji, wiadomo jednak, że miały miejsce w epoce holocenu.